# 韋斯萊斯塔本冰原島峰
69°42′S 37°35′E / 69.700°S 37.583°E
韋斯萊斯塔本冰原島峰，是南極洲的冰原島峰，位於毛德皇后地的哈拉爾王子海岸，處於博特內塞特半島中部，挪威製圖師根據該國探險隊拍攝的空中照片繪入地圖，現時由南極條約體系管理。